# Prva Liga (Serbien) 2024/25
Die Prva Liga 2024/25 war die 19. Spielzeit der zweithöchsten Spielklasse im serbischen Männerfußball. Sie begann am 2. August 2024 und endete am 25. Mai 2025.

## Modus
Die 16 Mannschaften spielten an 30 Spieltagen zunächst jeweils zweimal gegeneinander. Danach wurde die Liga geteilt, sodass die Teams auf den Plätzen 1 bis 8 in der Meisterrunde zwei direkte Aufsteiger in die SuperLiga ausspielten. Die Vereine auf den Plätzen drei und vier spielen in der Relegation um den Aufstieg gegen die Mannschaften der Plätze 13 und 14 aus der SuperLiga. Alle Ergebnisse aus der Vorrunde wurden übernommen.
In der Abstiegsrunde spielten die Vereine auf den Rängen 9 bis 16 vier Absteiger aus. In den Finalrunden wurde jeweils einmal gegeneinander angetreten und die Punkte aus der Vorrunde gutgeschrieben. Am Saisonende hatte jede Mannschaft 37 Spiele absolviert.

## Vereine
Teilnehmer waren die neun verbliebenen Mannschaften aus der letzten Saison, FK Javor Ivanjica, FK Voždovac und FK Radnik Surdulica als Absteiger aus der SuperLiga, sowie vier Aufsteiger aus der Srpska Liga.
| Team                          | Stadt             | Stadion                   | Kapazität |
| ----------------------------- | ----------------- | ------------------------- | --------- |
| FK Smederevo                  | Smederevo         | Gradski stadion           | 17.2000   |
| FK Sloboda Užice              | Užice             | Gradski stadion Užice     | 10.2490   |
| FK Zemun                      | Zemun             | Gradski Stadion Zemun     | 10.0000   |
| FK Dubočica Leskovac          | Leskovac          | Dubočina stadion          | 8.136     |
| FK Mačva Šabac                | Šabac             | Gradski stadion Šabac     | 5.494     |
| FK Voždovac                   | Belgrad           | Stadion Voždovac          | 5.175     |
| FK Borac Čačak                | Čačak             | Stadion kraj Morave       | 5.000     |
| OFK Vršac                     | Vršac             | Gradski Stadion Vršac     | 4.120     |
| FK Inđija                     | Inđija            | Gradski stadion Inđija    | 4.000     |
| FK Mladost Novi Sad           | Novi Sad          | Stadion FK Mladost GAT    | 3.500     |
| FK Radnik Surdulica           | Surdulica         | Gradski stadion Surdulica | 3.312     |
| FK Javor Ivanjica             | Ivanjica          | Stadion kraj Moravice     | 3.000     |
| FK Radnički Sremska Mitrovica | Sremska Mitrovica | Stadion Radnii            | 2.000     |
| GFK Sloven Ruma               | Ruma              | Stadion GFK Sloven        | 1.200     |
| FK Trajal                     | Kruševac          | Stadion Parunovac         | 1.060     |
| FK Grafičar Belgrad           | Belgrad           | Stadion Rajko Mitić       | 1.000     |

## Vorrunde
Tabelle
| Pl. | Verein                        | Sp. | S  | U  | N  | Tore    | Diff. | Punkte |
| --- | ----------------------------- | --- | -- | -- | -- | ------- | ----- | ------ |
| 1.  | FK Radnik Surdulica (A)       | 30  | 18 | 8  | 4  | 048:120 | +36   | 62     |
| 2.  | FK Javor Ivanjica (A)         | 30  | 14 | 11 | 5  | 031:190 | +12   | 53     |
| 3.  | FK Mačva Šabac                | 30  | 15 | 8  | 7  | 036:210 | +15   | 53     |
| 4.  | FK Mladost Novi Sad           | 30  | 13 | 13 | 4  | 028:200 | +8    | 52     |
| 5.  | FK Voždovac (A)               | 30  | 12 | 10 | 8  | 030:210 | +9    | 46     |
| 6.  | FK Borac Čačak (N)            | 30  | 12 | 9  | 9  | 039:350 | +4    | 45     |
| 7.  | FK Grafičar Belgrad           | 30  | 11 | 10 | 9  | 039:380 | +1    | 43     |
| 8.  | OFK Vršac                     | 30  | 11 | 9  | 10 | 028:290 | −1    | 42     |
| 9.  | FK Zemun (N)                  | 30  | 9  | 13 | 8  | 035:290 | +6    | 40     |
| 10. | FK Radnički Sremska Mitrovica | 30  | 7  | 14 | 9  | 022:270 | −5    | 35     |
| 11. | FK Smederevo                  | 30  | 7  | 10 | 13 | 023:370 | −14   | 31     |
| 12. | FK Dubočica Leskovac          | 30  | 7  | 10 | 13 | 035:490 | −14   | 31     |
| 13. | GFK Sloven Ruma (N)           | 30  | 6  | 12 | 12 | 027:400 | −13   | 30     |
| 14. | FK Trajal (N) 1               | 30  | 8  | 7  | 15 | 030:390 | −9    | 28     |
| 15. | FK Inđija                     | 30  | 5  | 9  | 16 | 026:430 | −17   | 24     |
| 16. | FK Sloboda Užice              | 30  | 4  | 9  | 17 | 018:360 | −18   | 21     |

Platzierungskriterien: 1. Punkte – 2. Direkter Vergleich (Punkte, Tordifferenz, geschossene Tore) – 3. Tordifferenz – 4. geschossene Tore

| (A) – Absteiger aus der SuperLiga 2023/24 |
| (N) – Neuaufsteiger aus der Srpska Liga   |

## Meisterrunde
Die acht bestplatzierten Teams der Vorrunde traten je einmal gegeneinander an. Alle Ergebnisse aus der Vorrunde wurden übertragen.
Abschlusstabelle
| Pl. | Verein                  | Sp. | S  | U  | N  | Tore    | Diff. | Punkte |
| --- | ----------------------- | --- | -- | -- | -- | ------- | ----- | ------ |
| 1.  | FK Radnik Surdulica (A) | 37  | 23 | 9  | 5  | 064:190 | +45   | 78     |
| 2.  | FK Javor Ivanjica (A)   | 37  | 19 | 12 | 6  | 044:250 | +19   | 69     |
| 3.  | FK Mladost Novi Sad     | 37  | 17 | 14 | 6  | 043:310 | +12   | 65     |
| 4.  | FK Mačva Šabac          | 37  | 16 | 9  | 12 | 040:330 | +7    | 57     |
| 5.  | FK Voždovac (A)         | 37  | 14 | 13 | 10 | 038:290 | +9    | 55     |
| 6.  | FK Grafičar Belgrad     | 37  | 13 | 14 | 10 | 049:490 | ±0    | 53     |
| 7.  | OFK Vršac               | 37  | 13 | 10 | 14 | 034:390 | −5    | 49     |
| 8.  | FK Borac Čačak (N)      | 37  | 13 | 9  | 15 | 046:490 | −3    | 48     |

Platzierungskriterien: 1. Punkte – 2. Punkte aus Vorrunde – 3. Direkter Vergleich (Punkte, Tordifferenz, geschossene Tore) – 4. Tordifferenz – 5. geschossene Tore
| (A) – Absteiger aus der SuperLiga 2023/24 |
| (N) – Neuaufsteiger aus der Srpska Liga   |

## Abstiegsrunde
Die acht Vereine auf den Plätzen 9 bis 16 der Vorrunde traten je einmal gegeneinander an. Alle Ergebnisse aus der Vorrunde wurden übertragen.
Abschlusstabelle
| Pl. | Verein                        | Sp. | S  | U  | N  | Tore    | Diff. | Punkte |
| --- | ----------------------------- | --- | -- | -- | -- | ------- | ----- | ------ |
| 9.  | FK Zemun (N)                  | 37  | 11 | 15 | 11 | 046:440 | +2    | 48     |
| 10. | FK Trajal (N) 1               | 37  | 13 | 9  | 15 | 045:440 | +1    | 45     |
| 11. | FK Dubočica Leskovac          | 37  | 10 | 11 | 16 | 043:570 | −14   | 41     |
| 12. | FK Smederevo                  | 37  | 10 | 11 | 16 | 031:470 | −16   | 41     |
| 13. | FK Radnički Sremska Mitrovica | 37  | 8  | 16 | 13 | 029:350 | −6    | 40     |
| 14. | GFK Sloven Ruma (N)           | 37  | 8  | 15 | 14 | 031:440 | −13   | 39     |
| 15. | FK Inđija                     | 37  | 7  | 11 | 19 | 033:520 | −19   | 32     |
| 16. | FK Sloboda Užice              | 37  | 7  | 10 | 20 | 023:420 | −19   | 31     |

Platzierungskriterien: 1. Punkte – 2. Punkte aus Vorrunde – 3. Direkter Vergleich (Punkte, Tordifferenz, geschossene Tore) – 4. Tordifferenz – 5. geschossene Tore
| (N) – Neuaufsteiger aus der Srpska Liga |

## Relegation
Die Mannschaften auf den Plätzen 3 und 4 trafen auf die Vereine, die Platz 13 und 14 in der Super Liga erreichten. Die Spiele fanden am 28. Mai und 1. Juni 2025 statt.
|                     | Gesamt |                      | Hinspiel | Rückspiel |
| ------------------- | ------ | -------------------- | -------- | --------- |
| FK Mladost Novi Sad | 0:1    | FK Napredak Kruševac | 0:0      | 0:1       |
| FK Mačva Šabac      | 0:2    | FK Radnički Niš      | 0:0      | 0:2       |

Alle Vereine blieben in ihren jeweiligen Ligen.

## Torschützenliste
| Pl. | Spieler               | Verein               | Tore |
| --- | --------------------- | -------------------- | ---- |
| 01. | Luka Ratković         | FK Dubočica Leskovac | 18   |
| 02. | Bogdan Petrović       | FK Voždovac          | 13   |
| 02. | Stefan Stanisavljević | FK Javor Ivanjica    | 13   |
| 04. | Luka Čumić            | FK Trajal            | 12   |
| 04. | Slavoljub Đokić       | FK Borac Čačak       | 12   |
| 04. | Babacar Mboup         | FK Grafičar Belgrad  | 12   |
| 07. | Vojislav Balabanović  | FK Smederevo         | 11   |
| 07. | Vojislav Balabanović  | FK Smederevo         | 11   |